# Between the Acts
Entre os Atos é o último romance de Virginia Woolf, publicado postumamente em 1941.
Este é um livro carregado de significados ocultos e alusões. Ele descreve a montagem, performance e audiência de uma peça de teatro (daí o título) em um pequeno vilarejo Inglês, pouco antes da eclosão da Segunda Guerra Mundial. O texto revela muito do que Woolf aguarda com expectativa a guerra, com alusões veladas a conexão com o continente por voo, andorinhas representando aeronaves, e mergulhando na escuridão. O enredo da peça dentro de um jogo representa uma visão bastante cínica da história inglesa. Woolf une muitos tópicos e ideias diferentes, uma técnica particularmente interessante é o uso de palavras rimadas para sugerir significados ocultos. As relações entre os personagens e aspectos de suas personalidades são exploradas.

## Personagens
- Bartholomew Oliver
- Giles Oliver
- Isa Oliver
- Lucy Swithin
- Miss La Trobe
- Rupert Haines
- Mrs Manresa
- William Dodge